# Onesmus Nyerere
Onesmus Nyerere (Nyamira, 10 november 1983) is een Keniaanse atleet die is gespecialiseerd in de lange afstand. Sinds 2005 heeft hij het wereldrecord in handen op de Ekiden.
Op 23 november 2005 verbeterde hij in de Japanse stad Chiba met het Keniaanse team bestaande uit Josephat Ndambiri (13.24), Martin Mathathi (27.12), Daniel Mwangi (13.59), Mekubo Mogusu (27.56), Nyerere en John Kariuki (19.59) het wereldrecord op de Ekiden. Als vijfde loper volbracht hij de 5 km in 14.36. Het Keniaanse team verbrak het wereldrecord dat in handen was van het Marokkaanse team met 54 seconden naar 1:57.06.
In Nederland is hij geen onbekende. Hij was voor het eerst in Nederland in 2005. Toen nam hij deel aan de halve marathon van Zwolle waarbij hij vierde werd in 1:04.09. Ook was hij gangmaker bij diverse grote marathons, zoals de marathon van Rotterdam, marathon van Enschede en in het buitenland bij de marathon van Bonn. Hij won diverse Nederlandse 10 km wedstrijden binnen de 30 minuten, zoals de 10 km van Utrecht, Maliebaanloop en de Gebroeders Oomenloop.
Tijdens zijn sportcarrière won hij twee relatief onbekende marathons: Meijer Kentucky Derby Festival Marathon (2006) en de Green Bay Marathon (2007).

## Persoonlijke records
| Onderdeel | Prestatie | Datum      | Plaats     |
| --------- | --------- | ---------- | ---------- |
| 5 km      | 14.05     | 2002       | Kisii      |
| 10 km     | 28.46     | 2003       | Kisii      |
| 15 km     | 45.44     | 2005       | Heerde     |
| 21,1 km   | 1:02.30   | 2004       | Kisii      |
| marathon  | 2:14.31   | 4 mei 2008 | Düsseldorf |

## Prestaties

### 10 km
- 2003:  Pleinloop - 29.27
- 2003: 5e Kerlann Bruz - 30.39
- 2003: 5e Ker Laan - 30.39
- 2004:  Bohars - 29.39
- 2004: 5e Brive - 29.44
- 2005:  Kaatsheuvelse Pleinloop - 29.27
- 2005:  10 km Dwars door Dongen - 28.53
- 2005: 4e Zwitserloop Dakrun - 29.06
- 2005:  Benevia Run in Heinenoord - 29.33
- 2005: 4e Stadsloop Appingedam - 29.26,5
- 2005:  Maliebaanloop in Utrecht - 29.11
- 2005:  Gebroeders Oomenloop - 29.30
- 2006:  Fortis Utrecht - 31.08

### 15 km
- 2001:  Kisii Road Race - 49.40
- 2003:  Fifth KAAA Weekend Meeting in Eldoret - 44.05
- 2005:  Bank to Bank Run in Heerde - 45.42

### halve marathon
- 2003:  halve marathon van Strasbourg - 1:04.00
- 2004:  halve marathon van Mamers - 1:07.14
- 2005: 4e halve marathon van Zwolle - 1:04.09
- 2006: 6e Venloop - 1:04.44
- 2007:  halve marathon van Best - 1:05.02
- 2007: 5e Halve marathon van Shamrock - 1:04.19
- 2007: 5e halve marathon van Virginia Beach - 1:04.21,0

### marathon
- 2007:  marathon van Louisville - 2:18.23
- 2007:  marathon van Green Bay - 2:19.58
- 2008: 9e marathon van Düsseldorf - 2:14.31
- 2008: 4e marathon van Kisumu - 2:23.13
- 2009:  marathon van Bonn - 2:21.15
- 2010: 8e marathon van Toulouse - 2:28.31